# Gare de Sainte-Eulalie - Carbon-Blanc
La gare de Sainte-Eulalie - Carbon-Blanc est une gare ferroviaire française de la ligne de Chartres à Bordeaux-Saint-Jean située sur le territoire de la commune de Sainte-Eulalie, à proximité immédiate de celle de Carbon-Blanc, dans le département de la Gironde, en région Nouvelle-Aquitaine.
C'est une halte ferroviaire de la société nationale des chemins de fer français (SNCF) desservie, par des trains TER Nouvelle-Aquitaine.

## Situation ferroviaire
Établie à 23 mètres d'altitude, la gare de Sainte-Eulalie - Carbon-Blanc est située au point kilométrique (PK) 600,692 de la ligne de Chartres à Bordeaux-Saint-Jean, entre les gares de La Grave-d'Ambarès et de Cenon.

## Histoire
Construite à la fin du XIXe siècle, la gare de Sainte Eulalie est exploitée depuis pour le trafic voyageur.
Elle  a bénéficié depuis les années 2010 de la redynamisation du TER par la région Aquitaine puis Nouvelle Aquitaine (voir les chiffres de fréquentation du paragraphe suivant).

Cette croissance devrait se poursuivre avec son intégration au RER métropolitain bordelais  (futur Ligne 43U : Saint-Mariens-Saint-Yzan - Bordeaux - Langon). Dans ce cadre, les abords de la gare de Saint-Eulalie ont fait l'objet d'un réaménagement important en pôle multimodalen 2024

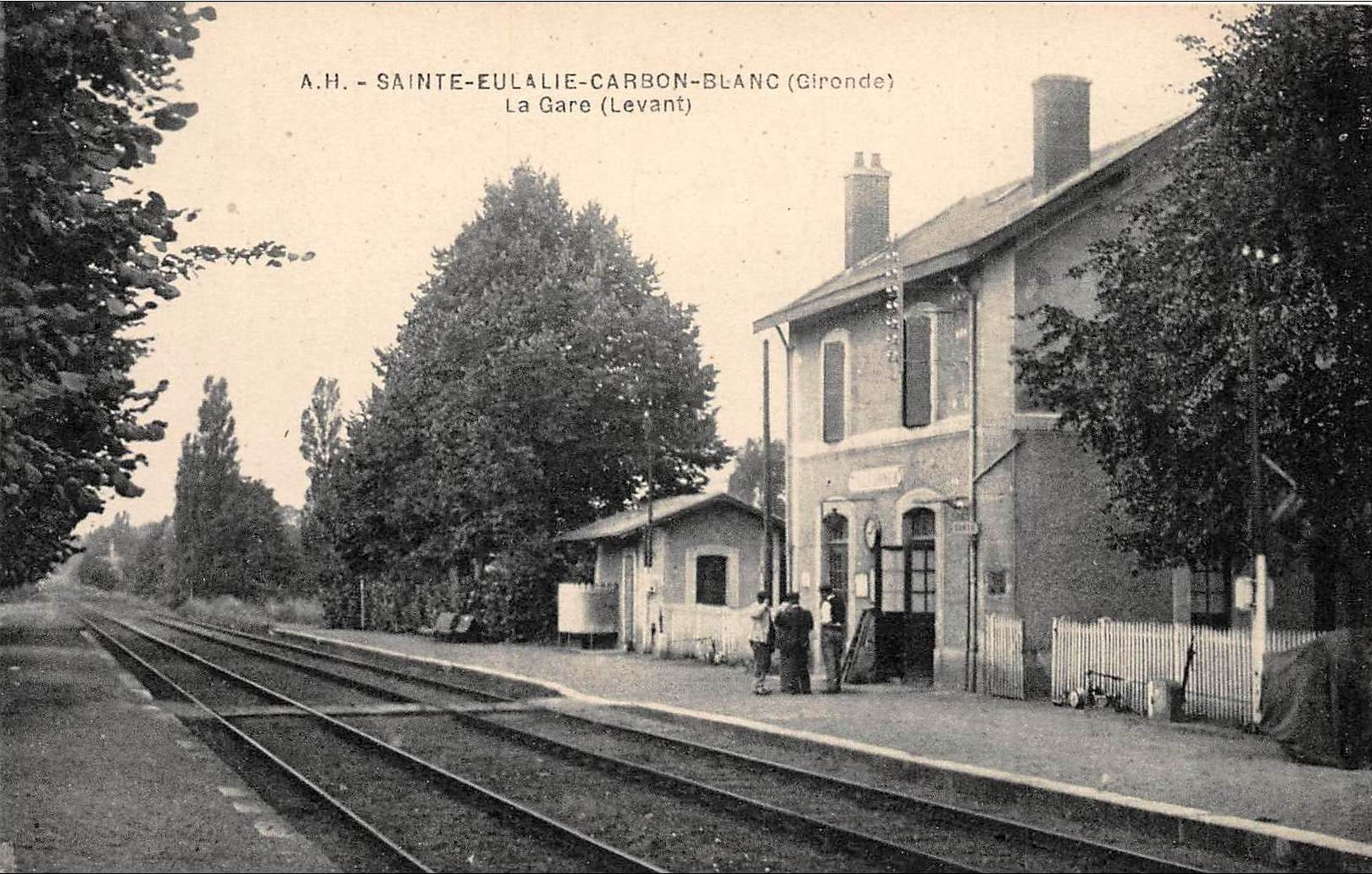
La gare au début du XXe siècle

## Fréquentation
De 2015 à 2023, selon les estimations de la SNCF, la fréquentation annuelle de la gare s'élève aux nombres indiqués dans le tableau ci-dessous.
| Année           | 2015   | 2016   | 2017   | 2018   | 2019   | 2020   | 2021   | 2022   | 2023   |
| --------------- | ------ | ------ | ------ | ------ | ------ | ------ | ------ | ------ | ------ |
| Voyageurs seuls | 11 962 | 12 564 | 17 244 | 21 773 | 32 005 | 23 631 | 36 492 | 46 371 | 61 960 |

## Service voyageurs

### Accueil
Halte SNCF, c'est un point d'arrêt non géré (PANG) à entrée libre.

### Desserte
Sainte-Eulalie - Carbon-Blanc est desservie par des trains du réseau TER Nouvelle-Aquitaine qui effectuent des missions entre Bordeaux-Saint-Jean et Saint-Mariens - Saint-Yzan.

### Intermodalité
Des places de parking sont disponibles à proximité de la halte.
Il n’y a aucun service TBM à proximité de la halte

## Galerie de photographie

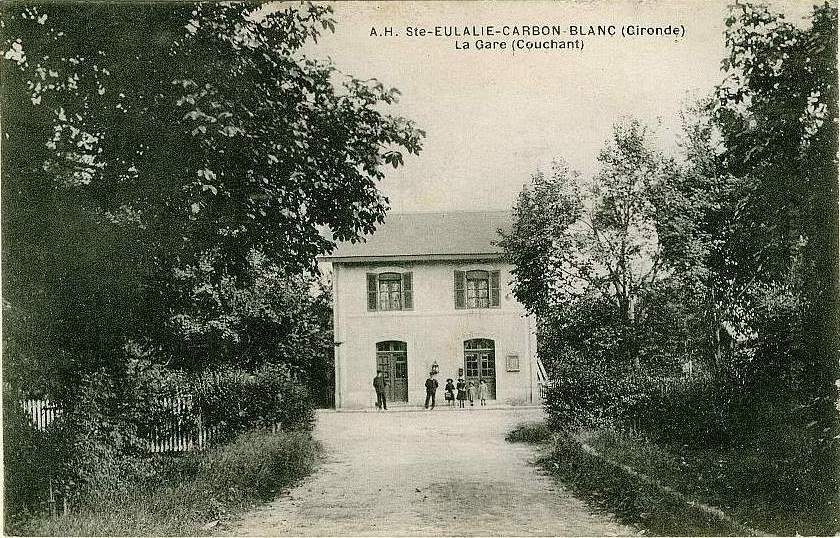
La gare au début du XXe siècle
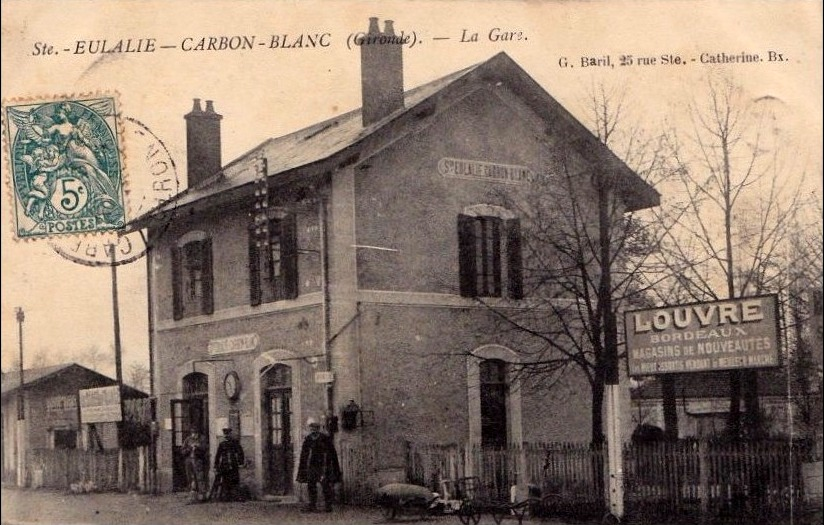
La gare au début du XXe siècle
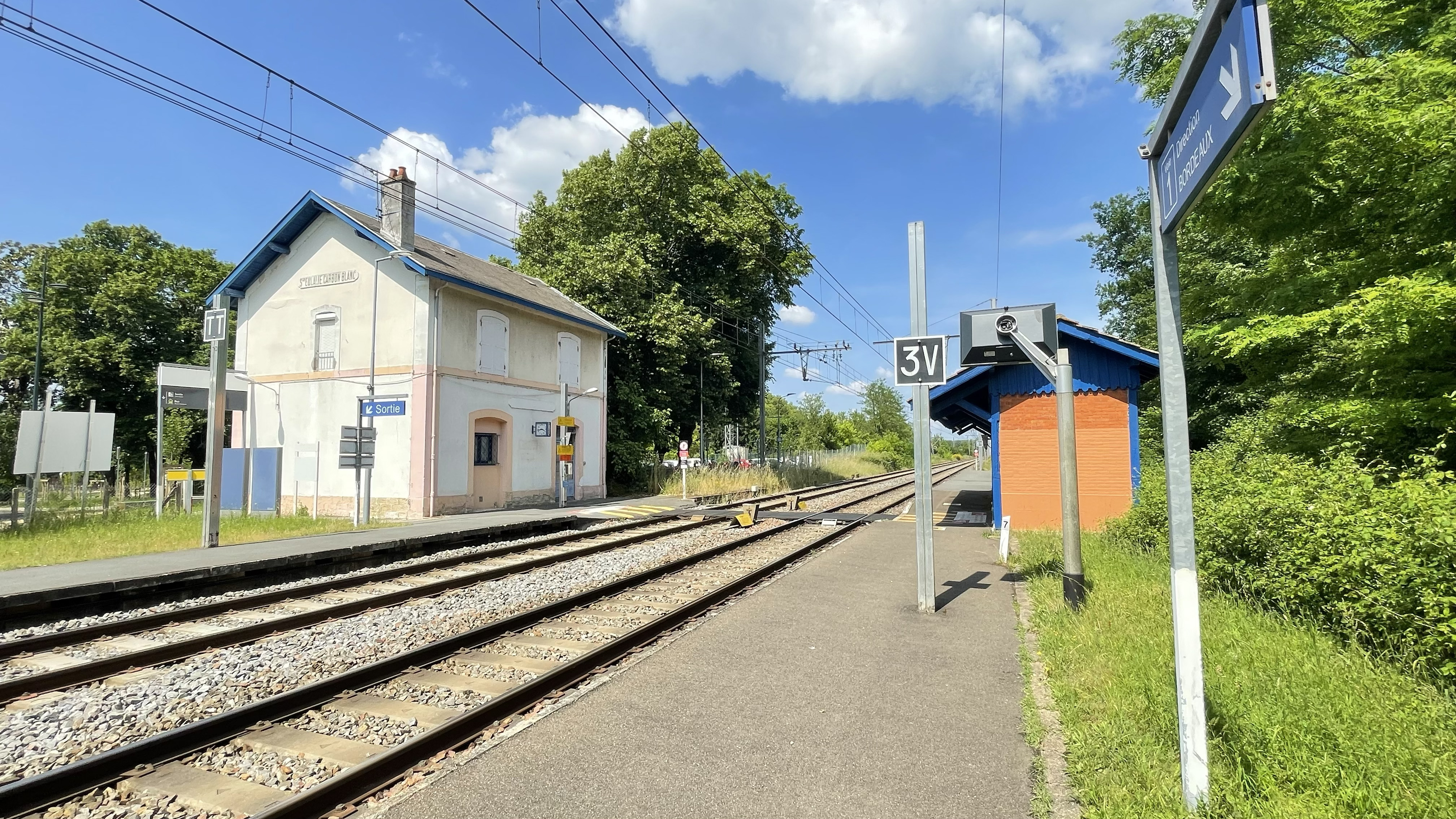
Voies de la gare